# ITerm2
iTerm2 es un emulador de terminal para macOS, con licencia GPL-2.0 o posterior . Se derivó de la aplicación anterior "iTerm" y la ha suplantado en su mayor parte.
iTerm2 admite funciones del sistema operativo como la transparencia de la ventana, modo de pantalla completa, paneles divididos, pestañas Exposé, notificaciones Growl y atajos de teclado estándar. Otras características incluyen perfiles personalizables y reproducción instantánea de entradas/salidas de terminales anteriores.